# Tomlab (Plattenlabel)
Tomlab ist ein deutsches Plattenlabel mit Sitz in Köln, das 1997 von dem Musiker Tom Steinle gegründet wurde. Tomlab veröffentlicht vorwiegend Bands, die experimentelle elektronische Musik machen. Das Label beschränkte sich hierbei lange Zeit nur auf Alben, erst seit 2004 werden auch Singles veröffentlicht (die sog. Alphabet Single Series). Die meisten Platten werden in Japan und den USA verkauft.

## Musiker bei Tomlab
- Aeron Bergman
- Anne Laplantine
- The Blow
- The Books
- Casiotone for the Painfully Alone
- The Curtains
- David Shrigley
- Final Fantasy
- Flim
- Fonica
- Hank
- Jon Sheffield
- Juergen De Blonde
- Les Georges Leningrad
- Mantler
- Ninja High School
- Niobe
- Novisad
- Rafael Toral
- Xiu Xiu
- Patrick Wolf
- Tujiko Noriko
- Hey Willpower
- Urlaub in Polen